# Långanskogens naturreservat
Långanskogen är ett naturreservat i Sibbarps socken i Varbergs kommun i Halland.
Reservatet är en del i Åkulla bokskogar och är beläget söder om Ottersjön och Byasjön. Det är länets största sammanhängande alsumpskog. Alarna står på socklar som utgörs av rötter som bildar ett nätverk som bär upp stammen. Området är rikt på mossor och lavar, exempel är örlav, mussellav och mossan brynia. Här finns även dunmossa som trivs vid mineralrika källflöden.

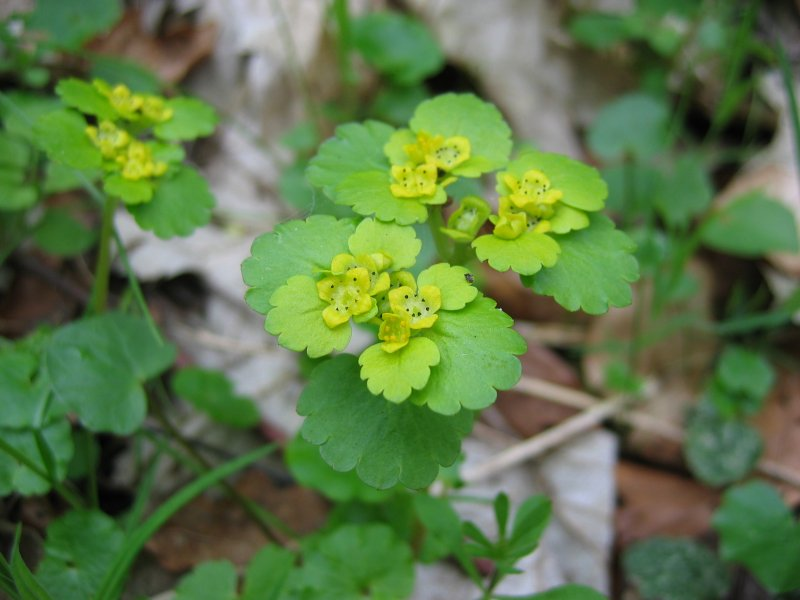
Gullpudra

I den fuktiga skogen finns arter som dvärghäxört, gullpudra och ormbär. Död ved förekommer och bidrar till den biologiska mångfalden i reservatet.
Reservatet är 40 hektar stort och är skyddat sedan 2002. Sedan 2010 finns 12 stycken strövstigar fördelade över hela Åkulla bokskogar.